# Corps jaune

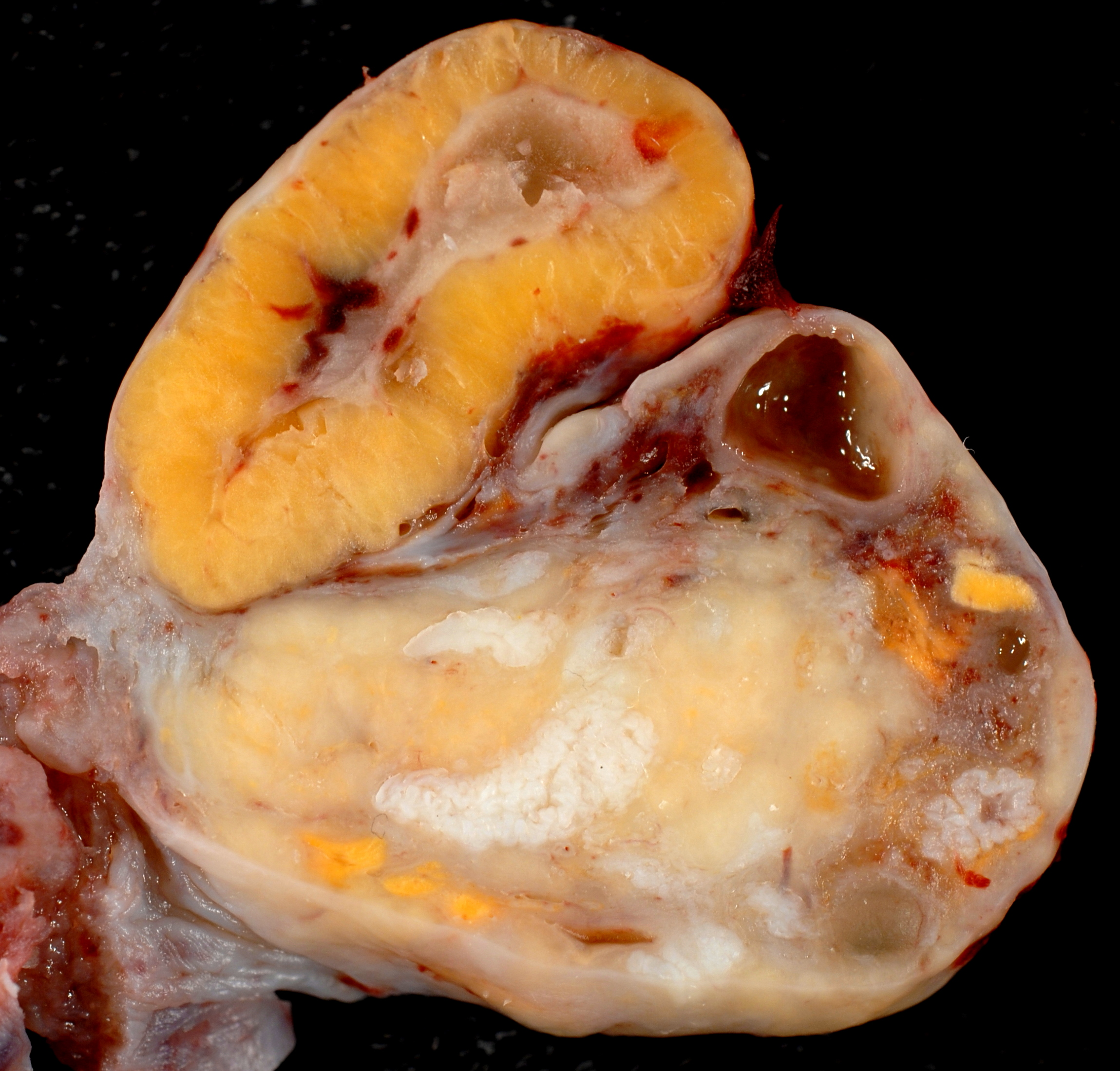
Corps jaune

Le corps jaune (corpus luteum) est une formation temporaire, à l'intérieur de l'ovaire, qui résulte de la transformation du follicule de De Graaf (follicule mûr ou encore déhiscent) après expulsion de l'ovocyte lors de l'ovulation.

## Fonction et rôle

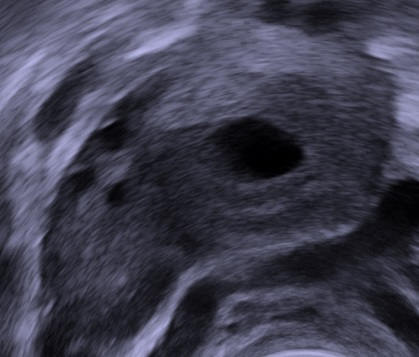
Échographie vaginale montrant un corps jaune de 25 millimètres de large avec une cavité remplie de liquide en son milieu (apparaissant sombre sur l'image car anéchogène). Le reste de l'ovaire est visible à droite, avec 3 petits follicules visibles dans le même plan. La femme était enceinte de 9 semaines d'âge gestationnel.

Ce corps jaune, qui se forme durant la phase lutéale (la troisième étape du cycle ovarien), a pour fonction de sécréter de la progestérone (provenant du cholestérol sanguin) sous contrôle d'une hormone hypophysaire, la LH. La progestérone a pour rôle de maintenir la muqueuse utérine destinée à accueillir l'embryon lors de la nidation. En cas de non-fécondation de l'ovule, le corps jaune dégénère, se flétrit, entraînant avec lui une diminution de la sécrétion de la progestérone et finalement l'apparition des règles correspondant au début d'un nouveau cycle. Si l'embryon se fixe, le corps jaune va se maintenir et produire de la progestérone pendant le début de la grossesse, sous contrôle de la gonadotrophine chorionique humaine (hCG). Il disparaît vers le 3e ou 4e mois lorsque le placenta acquiert une autonomie suffisante.

## Formation du corps jaune
Dans un premier temps, la membrane de Slavjanski disparaît, laissant pénétrer les capillaires sanguins des thèques au sein de la granulosa, ce qui entraîne une transformation des cellules folliculeuses. Ces dernières augmentent considérablement de volume et s'enrichissent en lipides (d'où leur aspect vacuolisé en technique banale ⇒ dissolution des graisses). Elles sécrètent un pigment légèrement jaune, la lutéine, responsable de la teinte jaune pâle du corps jaune sur un ovaire à l'état frais, c'est le phénomène de lutéinisation. En microscopie électronique s’observent sur ces cellules les caractères ultra-structuraux des cellules stéroïdogènes (c'est-à-dire un réticulum endoplasmique abondant, des gouttelettes lipidiques et des mitochondries à crêtes tubulaires). Ces cellules se nomment les grandes cellules lutéales ou cellules lutéiniques. Elles forment une couche épaisse et sécrètent la progestérone. 
Des capillaires sanguins accompagnés de fibres conjonctives thécales ont traversé la granulosa et s'ouvrent dans l'ancienne cavité folliculaire, la remplissant d'un caillot sérofibrineux, le coagulum central. Ce coagulum est fait de fibrine et d’hématies.
Les cellules de la thèque interne, quant à elles, changent peu d'aspect et forment des petits cordons cellulaires bien vascularisés « nichés » dans les replis de la couche progestative. Ce sont les petites cellules lutéales ou cellules paralutéiniques et elles sécrètent alors des œstrogènes principalement, mais aussi des androgènes et de la progestérone.

## Deux types de corps jaunes

### En l'absence de fécondation
En l'absence de fécondation, le corps jaune progestatif, ou corps jaune cyclique, se développe pendant la 2e phase du cycle et entame sa destruction entre le 24e et le 28e jour du cycle (soit environ 14 jours après l’ovulation). Ce corps jaune commence par cesser de sécréter de la progestérone puis il se désintègre. Il dégénère (lutéolyse (en)) en quelques jours voire quelques cycles en un corpus albicans (masse de tissu cicatriciel fibreux).

### En présence de fécondation
Le corps jaune en présence d’une fécondation se nomme le corps jaune gestatif ou corps jaune de grossesse. Il persiste pendant le 1er trimestre de la grossesse (du 21e jour grosso modo au 3e mois) et assure une production massive de progestérone nécessaire au maintien de la grossesse. Il est ensuite relayé par le placenta. 
Si l'ovule est fécondé et que l'implantation se produit, les cellules trophoblastiques du blastomère (cellule qui dérive des premières divisions cellulaires ou segmentation du zygote durant le développement embryonnaire) sécrètent l'hormone gonadotrophine chorionique humaine (hCG). La gonadotrophine chorionique humaine signale au corps jaune de continuer la sécrétion de progestérone, ce qui maintient la paroi épaisse (endomètre/muqueuse utérine/dentelle utérine) de l'utérus fournissant de ce fait une zone riche en vaisseaux sanguins dans lequel le zygote peut se développer. À partir de là, le corps jaune est appelé la graviditatis corpus luteum. L'introduction des prostaglandines provoque la dégénérescence du corps jaune et l'avortement du fœtus. Toutefois, chez les mammifères placentaires tels que les humains, le placenta assure par la suite la production de progestérone et le corps jaune se dégrade en un corpus albicans sans perte d'embryon/fœtus.